# 彼得羅巴甫利夫卡 (庫皮揚斯克區)

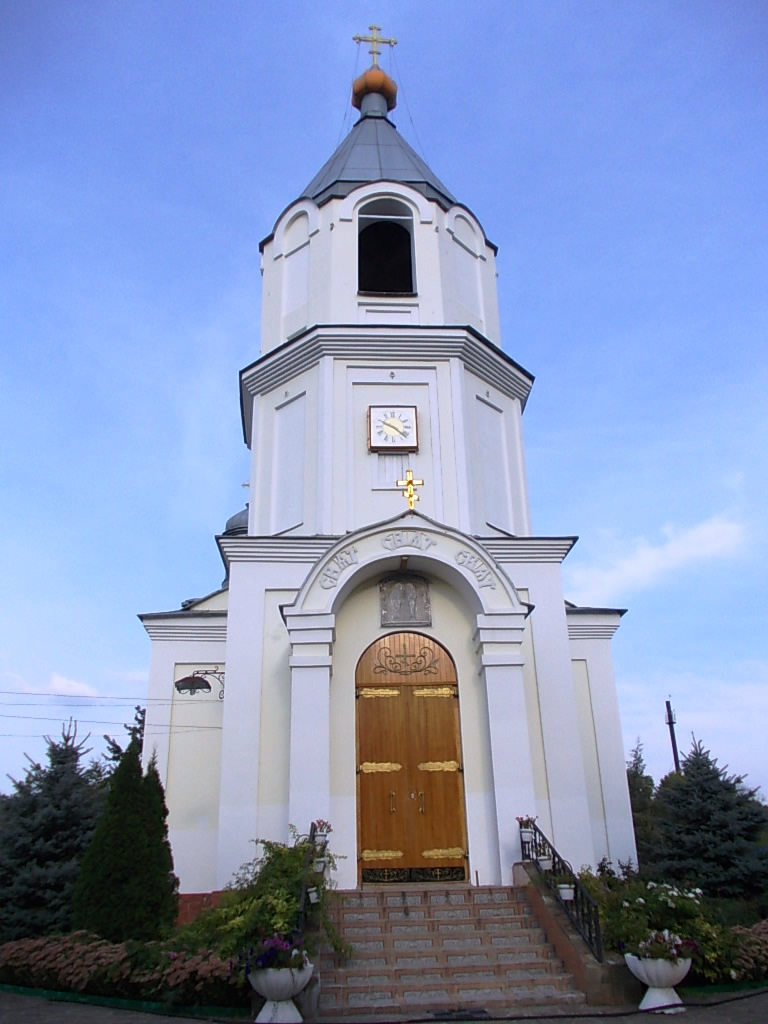
当地教堂

彼得罗巴甫利夫卡（烏克蘭語：Петропавлівка），是烏克蘭東部哈爾科夫州庫皮揚斯克區彼得罗巴甫利夫卡市镇的村落及该市镇的行政中心。始建於1872年，面積9.12平方公里，海拔高度106米，人口密度每平方公里272.6人。